# Sockerdricka

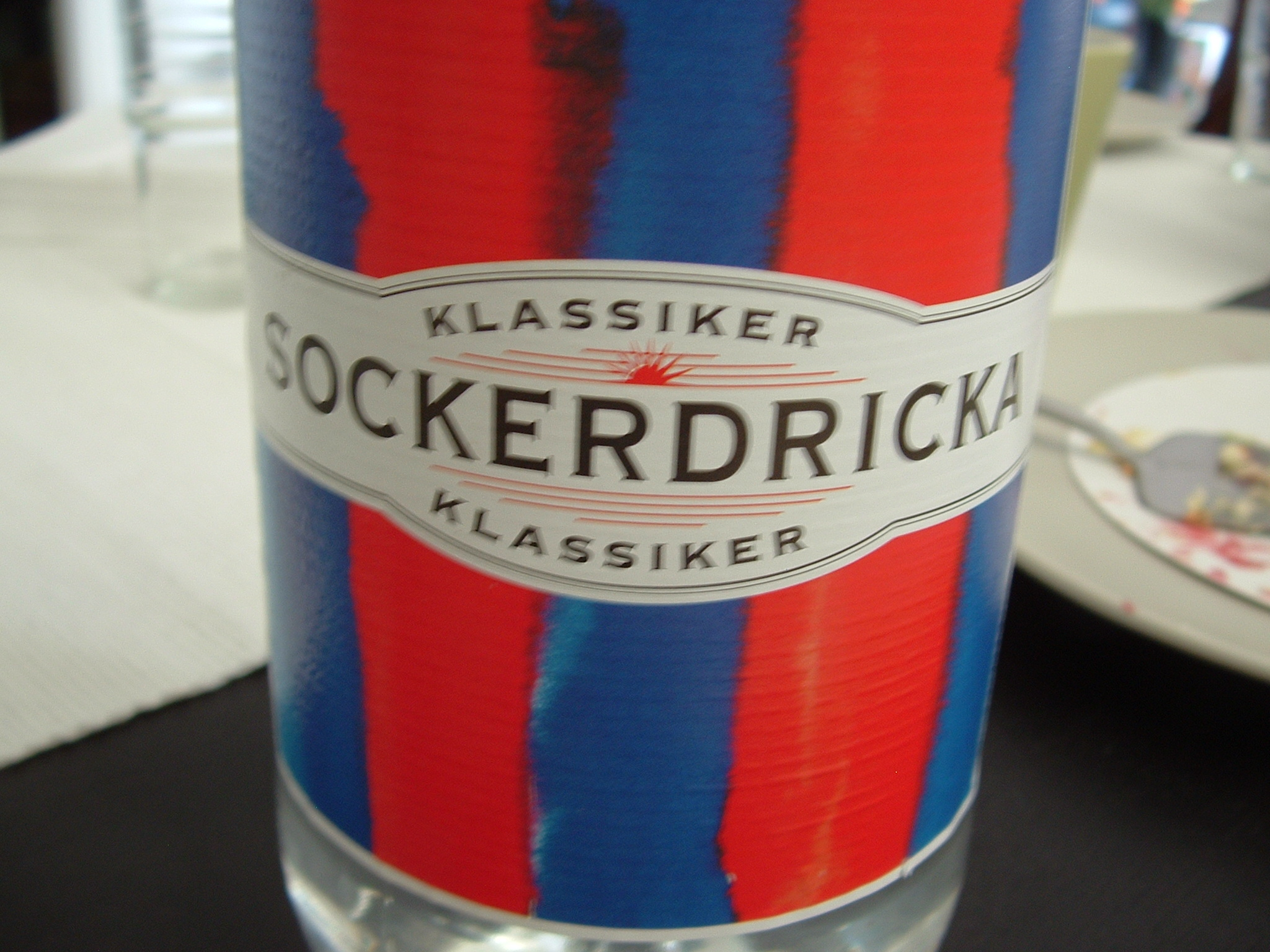
Schwedische Fruchtlimonade Sockerdricka

Sockerdricka (schwedisch für Zuckergetränk) ist eine schwedische Fruchtlimonade aus dem 19. Jahrhundert. Ursprünglich wurde sie mit Zucker, Ingwer und Zitronensäure hergestellt. Sie wird heute noch verkauft und ist in Schweden eine beliebte Grundlage für Mischgetränke.
In den Erzählungen Michel aus Lönneberga (schwedisch Emil i Lönneberga) von Astrid Lindgren ist Sockerdricka das Lieblingsgetränk von Michel.